# Gerhard Rehwald
Gerhard Rehwald (* 28. Juni 1929 in Zuckmantel) ist ein deutscher Militärmediziner und ehemaliger Generalleutnant der Nationalen Volksarmee (NVA) der Deutschen Demokratischen Republik. Er leitete von 1966 bis 1987 den Sanitätsdienst der NVA und war anschließend von 1987 bis 1989 Präsident des Deutschen Roten Kreuzes der DDR.

## Leben
Gerhard Rehwald wurde 1929 als Sohn eines Zimmerers im sudetenländischen Zuckmantel geboren und war 
nach dem Ende des Zweiten Weltkrieges und seiner Vertreibung in die Sowjetische Besatzungszone ab 1948 Praktikant im Landratsamt des Kreises Freiberg. Er wurde 1948 Mitglied der SED sowie der FDJ, und war 1948/49 als Mitarbeiter des FDJ-Kreisvorstandes Freiberg und 1949/50 des FDJ-Landesverbandes Sachsen tätig. 
Am 23. März 1950 trat er in die Deutsche Volkspolizei (VP) ein und war zunächst FDJ-Sekretär in der VP-Dienststelle Gera. Er erlangte 1952 über die Arbeiter-und-Bauern-Fakultät das Abitur und wurde im selben Jahr in die Kasernierte Volkspolizei übernommen. Von 1952 bis 1959 absolvierte er in Leningrad an der Militärmedizinischen Akademie S. M. Kirow ein Studium der Medizin. Während dieser Zeit wurde er 1956 Angehöriger der neugegründeten NVA. Nach dem Abschluss seines Studiums war er zunächst als Regimentsarzt in der NVA tätig, bevor er 1961 in die medizinische Verwaltung des Ministeriums für Nationale Verteidigung (MfNV) wechselte. An der Humboldt-Universität zu Berlin erfolgte 1962 die Promotion A. Nach verschiedenen Stationen als Abteilungsleiter wurde er 1966 Leiter der medizinischen Verwaltung des MfNV und damit Chef des Sanitätsdienstes der NVA. Am 26. Februar 1971 wurde er zum Generalmajor ernannt und am 5. Oktober 1978 zum Generalleutnant befördert.
Ende April 1987 schied Rehwald aus dem aktiven Dienst der NVA aus, um als Nachfolger Siegfried Akkermanns das Amt des Präsidenten des Deutschen Roten Kreuzes der DDR zu übernehmen. Während der friedlichen Revolution in der DDR trat er im November 1989 von dieser Funktion zurück. Als sein Nachfolger fungierte von April bis Dezember 1990 Christoph Brückner als letzter Präsident des DRK der DDR.

## Auszeichnungen in der DDR
- 1968 Hufeland-Medaille
- 1975 Friedrich-Engels-Preis
- 1989 Vaterländischer Verdienstorden in Gold

## Publikationen
- Sowjetische Militärärzte. Freunde und Waffenbrüder. Berlin 1983 (als Mitherausgeber)
- Innere Militärmedizin. Reihe: Handbuch für Militärmedizin. Band 2. Berlin 1985
- Feldchirurgie. Reihe: Handbuch für Militärmedizin. Band 1. Berlin 1986